# Neoleucinodes silvaniae
Neoleucinodes silvaniae is een vlinder uit de familie van de grasmotten (Crambidae), uit de onderfamilie van de Spilomelinae. De wetenschappelijke naam van deze soort is voor het eerst gepubliceerd in 2007 door Ana Elizabeth Diaz en Maria Alma Solis.

## Verspreiding
De soort komt alleen voor in Colombia.

## Waarplanten
De rups leeft op Solanum lancefolium.